# Matías Zaracho
Matías Zaracho, né le 10 mars 1998 à Wilde, Buenos Aires en Argentine, est un footballeur international argentin qui évolue au poste de milieu offensif au Racing Club.

## Biographie

### Racing Club
Né à Wilde, dans la province de Buenos Aires en Argentine, Matías Zaracho entame sa carrière professionnelle avec le Racing Club, son club formateur. Il fait ses premiers pas en pro à l'occasion d'un match de championnat face à l'Unión de Santa Fe, le 17 décembre 2016, où son équipe s'incline par un but à zéro. Le 22 juin 2017, face au Colón de Santa Fe il inscrit son premier but en pro, le seul du match, et donne donc la victoire à son équipe.
Zaracho participe à son premier match de Copa Libertadores le 28 février 2018, face au Cruzeiro EC. Ce jour-là il est titulaire sur le côté droit et son équipe s'impose sur le score de 4-2.
En 2019 il remporte son premier titre en étant sacré Champion d'Argentine avec le Racing.

### Atlético Mineiro
En octobre 2020, Matías Zaracho s'engage en faveur de l'Atlético Mineiro pour une durée de 5 ans et un montant de 5,10 millions d'euros. Toutefois, le Racing Club conserve 50% des parts du joueur et toucherait donc la moitié du montant d'un éventuel transfert du joueur. Il joue son premier match sous ses nouvelles couleurs le 25 octobre 2020, lors d'une rencontre de championnat face à Sport Recife. Il entre en jeu et les deux équipes se neutralisent (0-0).
Le 19 août 2021, Zaracho se fait remarquer lors des quarts de finales retour de la Copa Libertadores 2021 en réalisant un doublé contre le CA River Plate. Il contribue ainsi à la victoire (3-0) et la qualification de son équipe pour le tour suivant.
Le 17 avril 2022, Zaracho se fait remarquer en donnant la victoire à son équipe en inscrivant le seul but du match, lors d'une rencontre de championnat face à l'Athletico Paranaense.

### Retour au Racing Club
Le 12 janvier 2025, Matías Zaracho fait son retour dans son club formateur, le Racing Club. Il signe un contrat courant jusqu'en décembre 2028.

### En équipe nationale
Matías Zaracho joue son premier match avec l'équipe d'Argentine des moins de 20 ans le 22 janvier 2017, face à l'Uruguay. Cette rencontre qui se termine sur un match nul (3-3) rentre dans le cadre du championnat sud-américain des moins de 20 ans 2017. Il est ensuite sélectionné pour participer à la Coupe du monde des moins de 20 ans 2017 qui a lieu en Corée du Sud, compétition où il joue deux matchs. Il marque un but dans ce tournoi, contre la Guinée, lors d'une victoire des Argentins par cinq buts à zéro, le 26 mai 2017.
En mars 2019, il fait partie de la liste des 30 joueurs retenus par Lionel Scaloni, le sélectionneur de l'équipe nationale d'Argentine, pour les matchs contre le Venezuela et le Maroc. C'est justement lors de ce deuxième match contre les Marocains, le 26 mars 2019, qu'il honore sa première sélection avec l'Argentine. Il entre en jeu à la place de Germán Pezzella et son équipe s'impose par un but à zéro.

## Statistiques
| Saison                | Club                  | Championnat           | Championnat | Championnat | Championnat | Coupe(s) nationale(s) | Coupe(s) nationale(s) | Coupe(s) nationale(s) | Supercoupe | Supercoupe | Supercoupe | Compétition(s) continentale(s) | Compétition(s) continentale(s) | Compétition(s) continentale(s) | Compétition(s) continentale(s) | Total | Total | Total |
| Saison                | Club                  | Division              | M.          | B.          | P.d.        | M.                    | B.                    | P.d.                  | M.         | B.         | P.d.       | Comp.                          | M.                             | B.                             | P.d.                           | M.    | B.    | P.d.  |
| 2016-2017             | Racing Club           | Primera División      | 4           | 1           | 1           | -                     | -                     | -                     | -          | -          | -          | CS                             | 5                              | 0                              | 1                              | 9     | 1     | 2     |
| 2017-2018             | Racing Club           | Primera División      | 22          | 1           | 2           | -                     | -                     | -                     | -          | -          | -          | CL                             | 8                              | 1                              | 0                              | 30    | 2     | 2     |
| 2018-2019             | Racing Club           | Primera División      | 23          | 3           | 3           | 2                     | 0                     | 0                     | -          | -          | -          | CS                             | 1                              | 0                              | 0                              | 26    | 3     | 3     |
| 2019-2020             | Racing Club           | Primera División      | 15          | 3           | 1           | -                     | -                     | -                     | -          | -          | -          | -                              | -                              | -                              | -                              | 15    | 3     | 1     |
| Sous-total            | Sous-total            | Sous-total            | 64          | 8           | 7           | 2                     | 0                     | 0                     | -          | -          | -          | -                              | 14                             | 1                              | 1                              | 80    | 9     | 8     |
| Total sur la carrière | Total sur la carrière | Total sur la carrière | 64          | 8           | 7           | 2                     | 0                     | 0                     | -          | -          | -          | -                              | 14                             | 1                              | 1                              | 80    | 9     | 8     |

## Palmarès
Racing Club
- Champion d'Argentine en 2019

 Atlético Mineiro
- Brasileirão :
  - Vainqueur en 2021